# Antonio López Alfaro
Antonio López Alfaro (Iniesta, Cuenca, 20 de mayo de 1965) es un exfutbolista español que jugaba en la posición de delantero centro. Desarrolló casi toda su carrera en el Albacete Balompié, siendo una de las figuras del periodo en el que el club fue conocido como el Queso Mecánico y militaba en Primera División.

## Trayectoria deportiva
Antonio López Alfaro desarrolló prácticamente toda su carrera deportiva en el Albacete Balompié, con el que jugó en Segunda División B, Segunda División y Primera División. Jugó ininterrumpidamente 13 temporadas en el Albacete Balompié desde la temporada 1982/83 hasta la temporada 1994/95. Con el Albacete logró dos ascensos a Segunda División (1984-85 y 1989-90) y uno a Primera, en 1990-91. Tras dejar el Albacete se marchó al Club de Fútbol Extremadura, donde estuvo dos temporadas, la 1995/96, ascendiendo a Primera División, y la 1996/97, fecha en la que decidió colgar las botas.
En su periodo en el Albacete disputó 282 partidos, 108 en Primera, y anotó 83 goles, 16 de ellos en Primera. Es el máximo goleador y el jugador con más partidos disputados en la historia del Albacete Balompié.
Fue director deportivo del Albacete Balompié entre las temporadas 2002/03 y 2006/07. 
El campo de fútbol de su localidad natal lleva su nombre, y fue inaugurado en 26 de agosto de 2016. El 19 de marzo de 2018 fue nombrado embajador del Albacete junto a Juan Ignacio Rodríguez.